# 鹽水城
鹽水城是昔日位在臺灣府嘉義縣鹽水港保鹽水港街（今臺灣臺南市鹽水區）的民修城池，開有四座城門，大約修建於清道光二十年。日治時期城池長期年久失修，民國時期僅留下一小段的西門段城牆遺跡。

## 沿革
昔日的鹽水港街憑藉著倒風內海與急水溪河運，雍正、乾隆年間發展為臺灣府城（今臺南市中西區一帶）到嘉義縣城（今嘉義市）之間最大的市街，原本在佳里興的佳里興巡檢也因而在雍正九年（1731年）移駐於此。而也由於此地商業發達，且為重要港口，所以成為兵家必爭之地，居民為了自保，遂開始築城。
而歷來影響到鹽水港街的戰亂包括有康熙年間朱一貴事件、乾隆年間的林爽文事件、道光年間的張丙事件與同治年間的戴潮春事件等等，其中以張丙事件對鹽水港街影響最大。張丙事件發生於道光十二年（1832年），張丙在店仔口（今臺南市白河區）舉事起事後，十月初一（11月22日）當天就進攻鹽水港佳里興巡檢署與附近各迅，嘉義知縣邵用之率兵前來，進店仔口後卻被殺害分屍，次日臺灣府知府呂志恆及南投縣丞朱懋欲前往營救，但後來也遭殺害，民間因而有「一日破三關，二日殺府縣」的俗諺。十月初七（11月29日），張丙勢力的黃番婆率眾再攻鹽水港，守備張榮森被殺，事後臺灣鎮總兵劉廷斌將陣亡者收埋於鹽水東城門外，後來為了紀念這些守城烈士而立有忠義祠（今五十三將軍廟）祭祀。

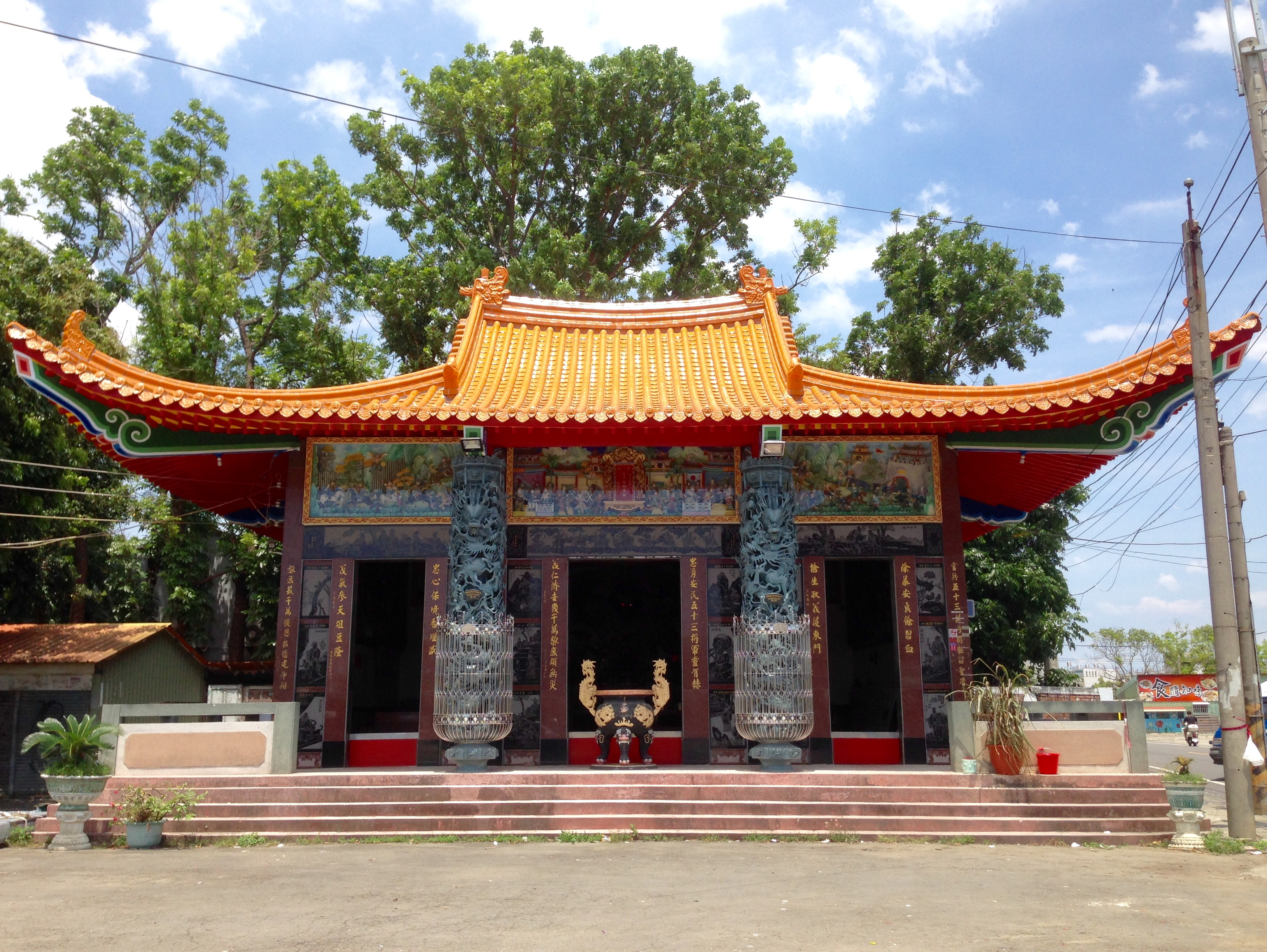
五十三將軍廟

而約從道光二十年（1840年）後，鹽水港街因有惡霸盤據，商業活動受創；咸豐五年（1855年）開始，當地長期發生瘟疫橫行，令人口大量減少；光緒元年（1875年）左右，急水溪暴漲使得港道淤積；以上種種因素，使得鹽水港街開始逐漸沒落。然而在臺灣日治時期初期，鹽水港街在當地仍為要地，附近地區劃為鹽水港廳，但後來因鐵路行經該廳底下太子宮堡的新營庄，使得新營的地位逐漸取代沒落中的鹽水，大正九年（1920年）鹽水港街改制成「臺南州新營郡鹽水街」後，等於正式宣告鹽水昔日的區域中心地位已被新營給取代。而隨著城垣已失去防衛功能，再加上鹽水港街的沒落，鹽水城也逐漸傾圮消失，僅留下西門段城牆的一部分。

## 城門與城垣
鹽水城共有四座城門，東門位於鹽水國小東北，鹽水國小神社附近，而西門則在草店尾（今月津路南段）南端，南門在橋南路南端，北門則在鹽水武廟北邊的瓦窯窟一帶。其城垣在城門附近為土壁，而在城門與城門之間為竹圍籬。

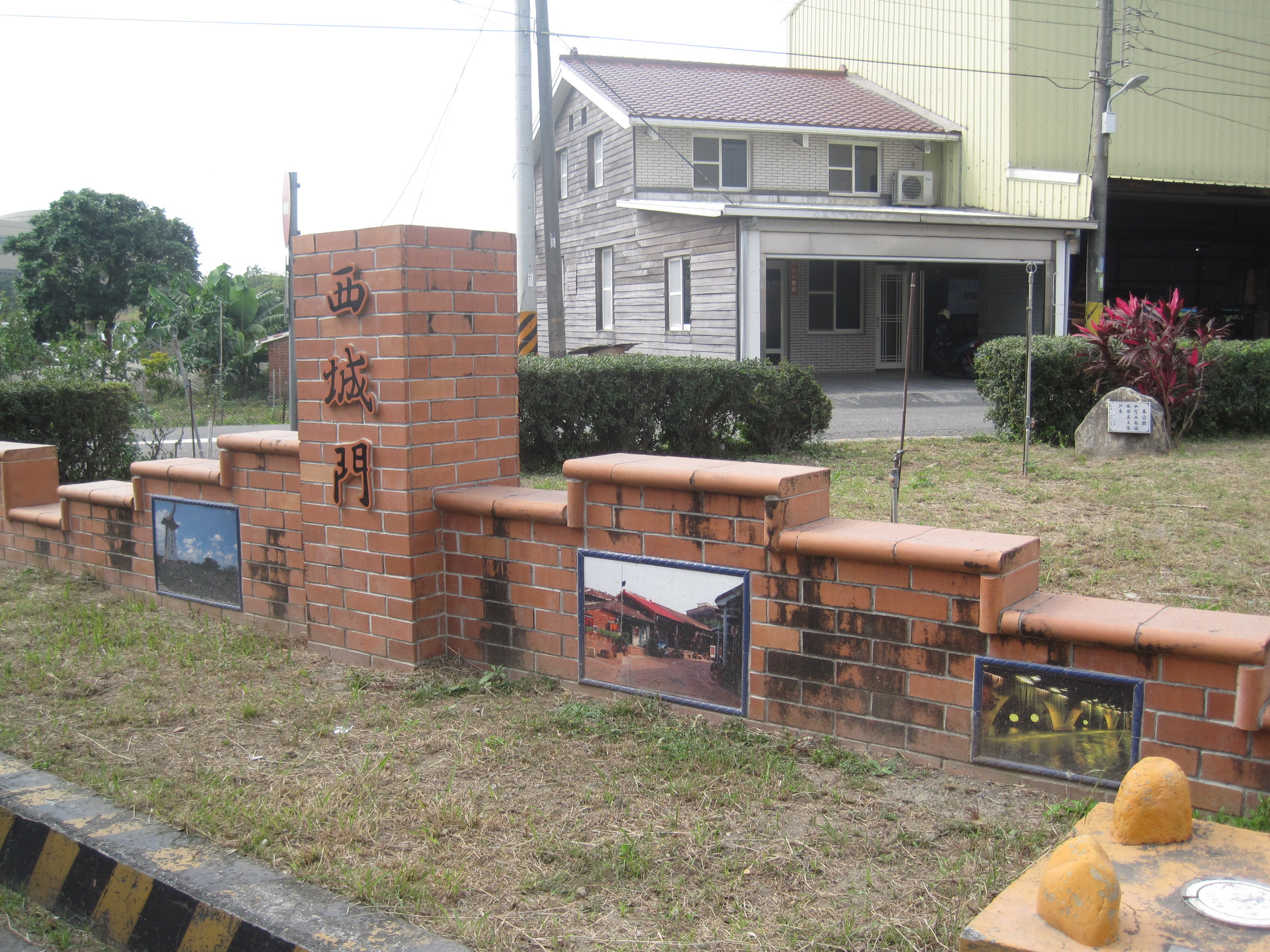
西城門造景 (Note: 在月津路與治水路交會處。)
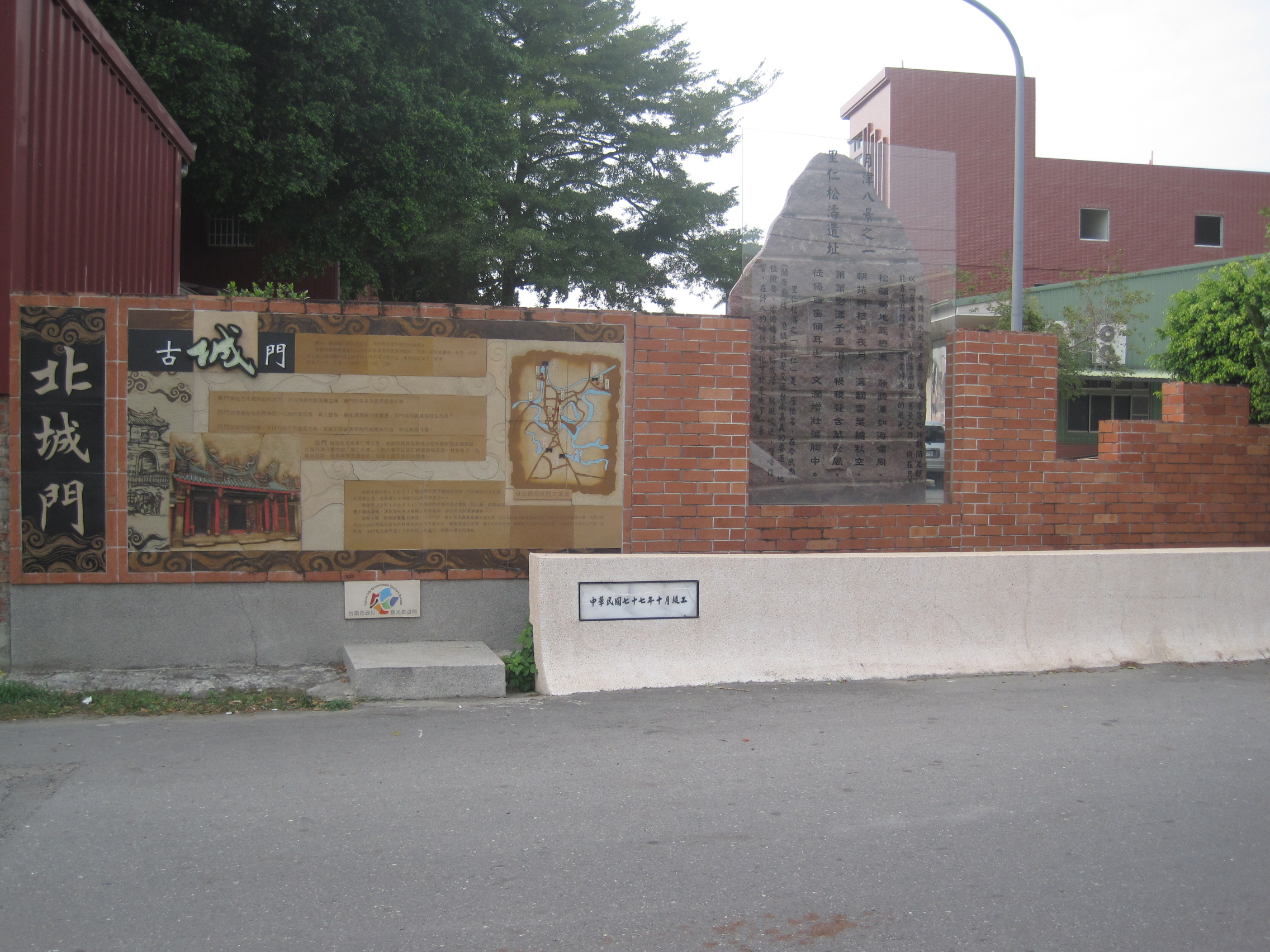
北城門造景 (Note: 在武廟路上，鹽水武廟北邊。)
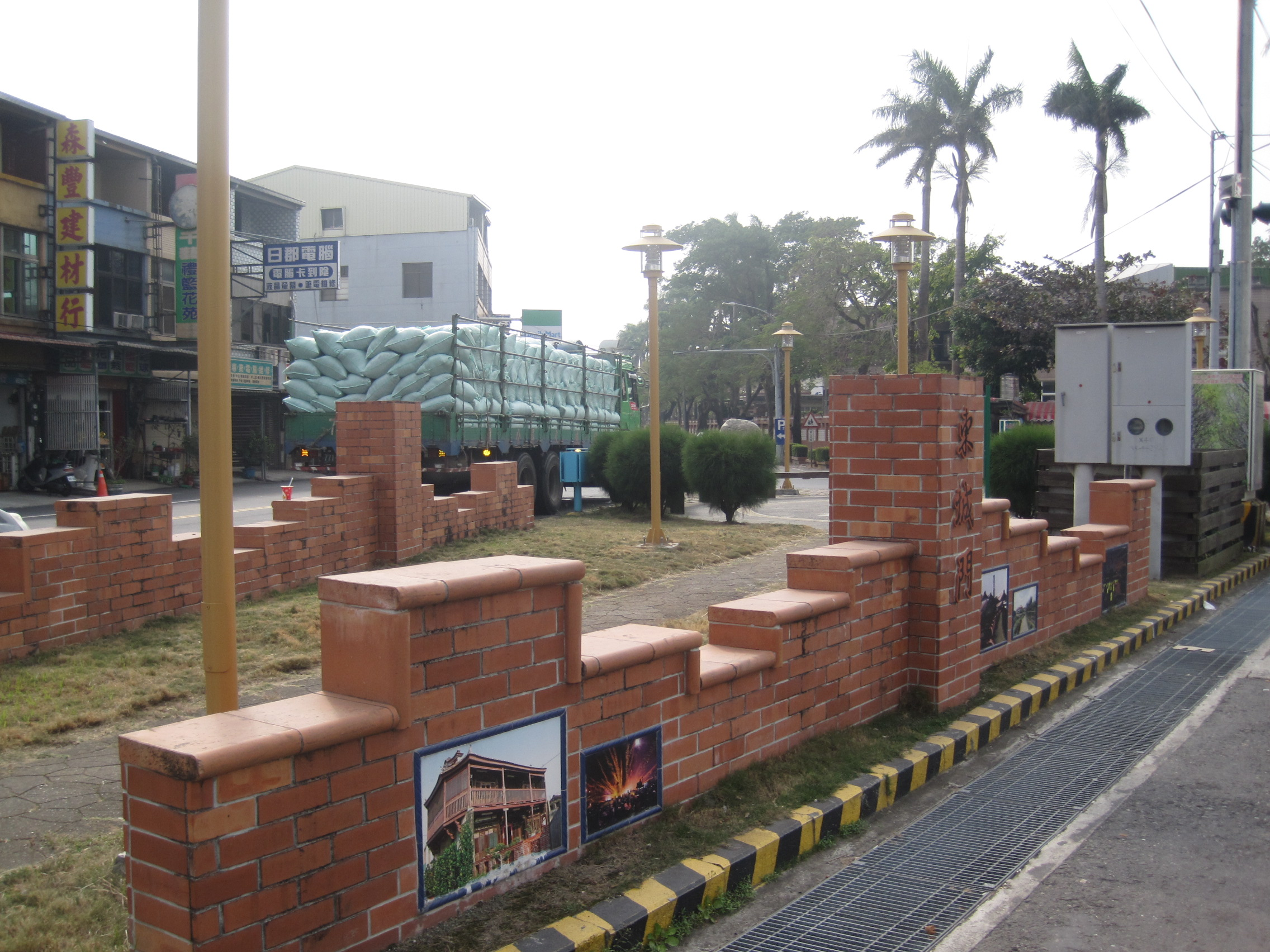
東城門造景 (Note: 在北門路與朝琴路交會處。)
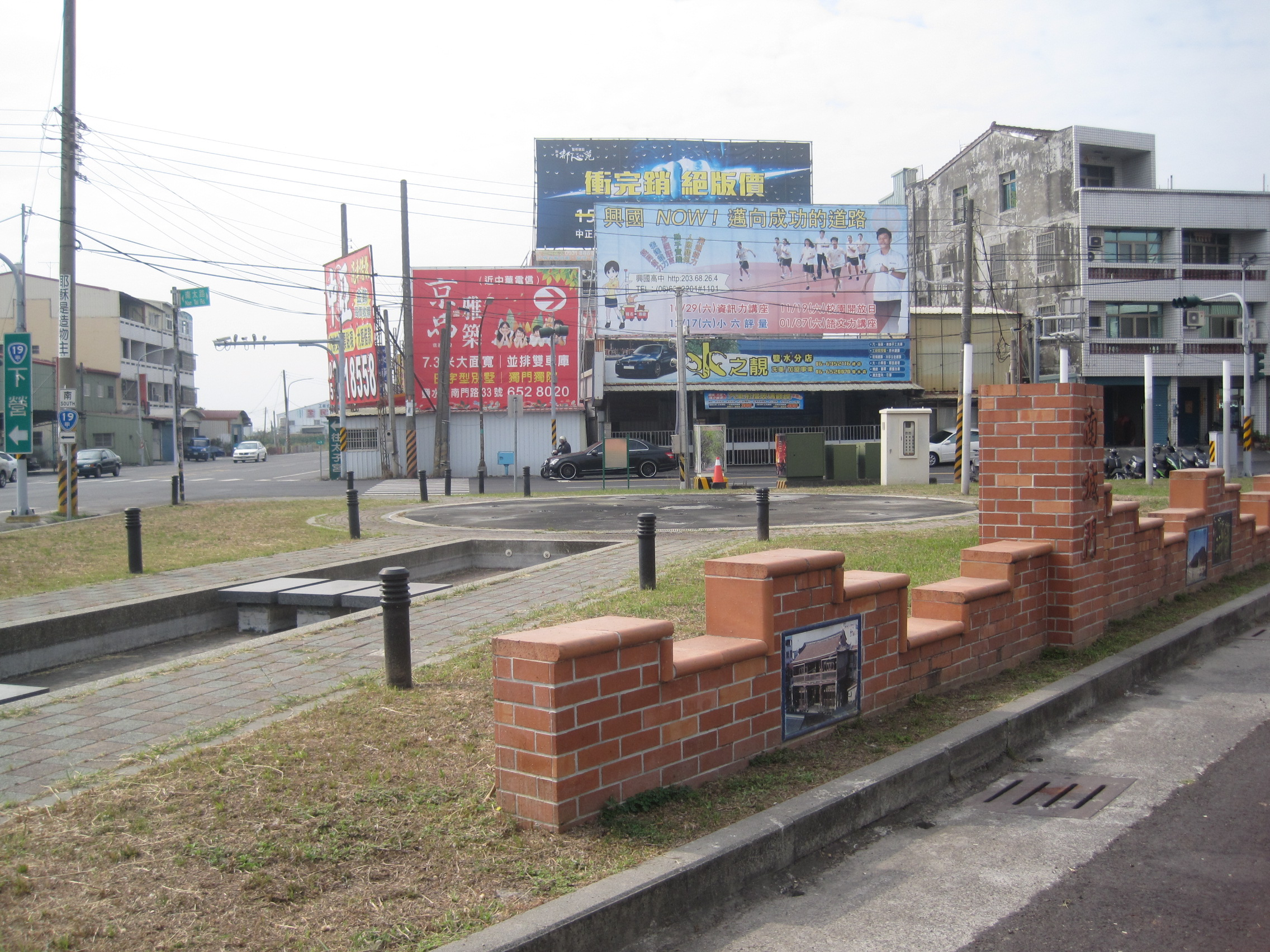
南城門造景 (Note: 在南門路與忠孝路交會處。)

- 西城門造景[註 1]
- 北城門造景[註 2]
- 東城門造景[註 3]
- 南城門造景[註 4]

## 市街
護庇宮「五郊七境」

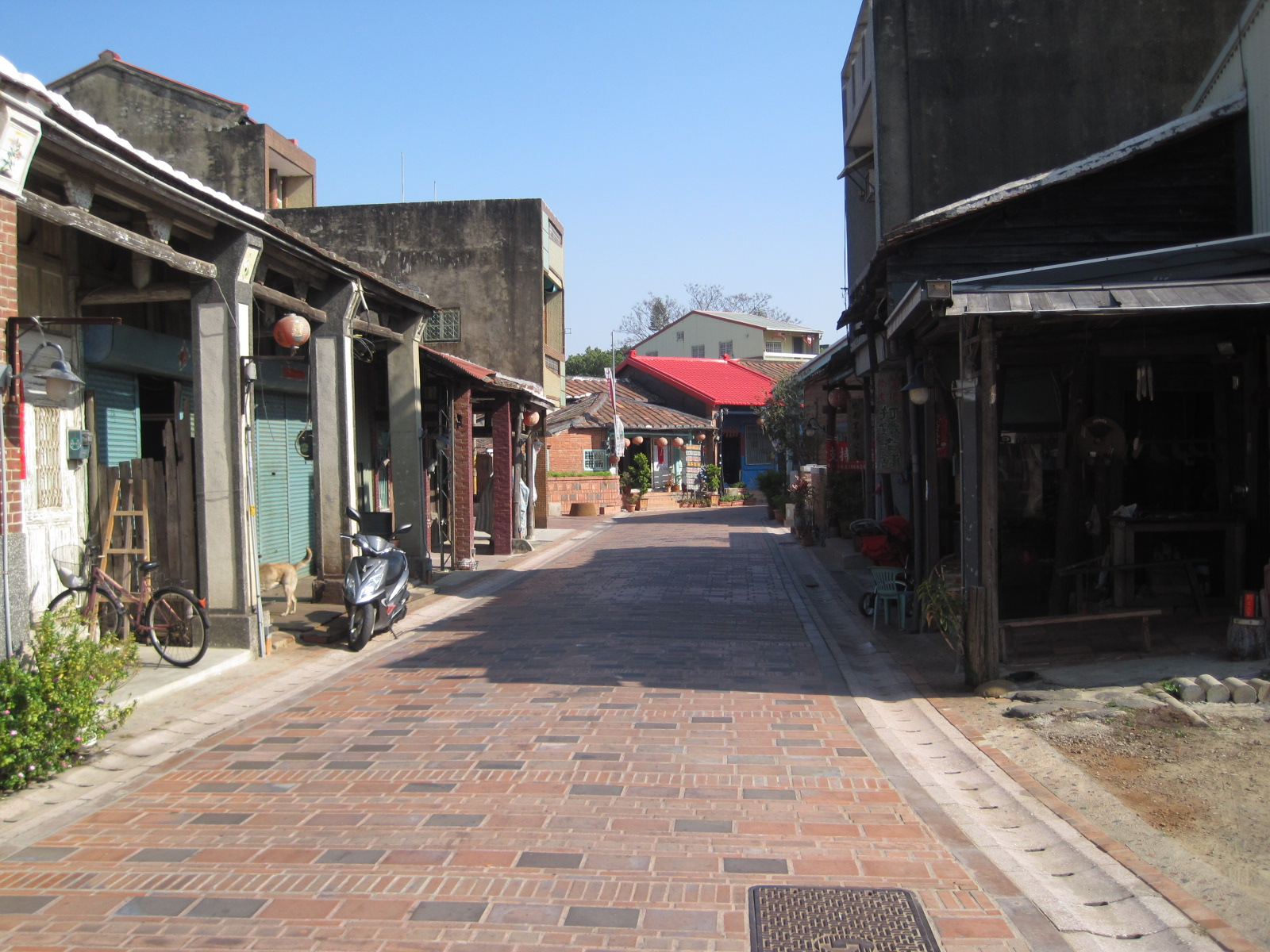
橋南老街

- 竹仔街：今朝琴路，昔日有米市與牛墟[4]
- 布街：今三福路。
- 伽藍廟街：今中正路北段
- 半街仔：今中正路中段
- 媽祖間街：今中正路南段，因鹽水護庇宮而得名
- 橋南街：今橋南路，仍保有老建築。
- 後街：今中山路